# Provincia de Yungay
La provincia de Yungay es una de las veinte que conforman el departamento de Áncash en la parte centroccidental del Perú. Limita por el norte con la provincia de Huaylas; por el este con las provincias de Pomabamba, Mariscal Luzuriaga y Carlos Fermín Fitzcarrald; por el sur con las provincias de Asunción, Carhuaz y Huaraz, y por el oeste con las provincias de Casma y del Santa.

## Historia
Los habitantes de la provincia de Yungay conforman pueblos con historia y cultura plurimilenaria que tienen sus orígenes en los inicios de la civilización, cuyos vestigios de 10 600 a. C. en la Cueva del Guitarrero demuestran que esta tierra fue uno de los primeros focos de desarrollo de la agricultura en América.
Debido a los continuos fenómenos tectónicos de esta zona altamente sísmica, los pueblos que se asentaban en estas tierras sufrieron varios siniestros, lo que llevó a que esta zona tenga varios vestigios de pueblos como los de Huarca, Queushu, Etzahuain (Etsaswaain), Huansakay, Orqotunan, Jato Viejo, Collo-Jirca, Unchuscoto, el pueblo de Ancash (1725) y otros (todos con antigüedad mayor de 1500 años). En el siglo pasado, destacan el aluvión de Ranrahirca (1962) y la desaparición de la ciudad de Yungay (1970), cuando se desplomó una inmensa cantidad de hielo de la cumbre norte del bicorne nevado Huascarán, cubriendo de rocas y lodo prácticamente toda la ciudad. La tragedia del 31 de mayo de 1970 convocó la solidaridad mundial y la reconstrucción durante el gobierno de Juan Velasco Alvarado.
La provincia fue creada por la Ley N° 6 del 28 de octubre de 1904, en el gobierno del presidente José Pardo y Barreda, con su capital homónima, junto con la tercera provincia de Huaylas, por división de la segunda provincia de este mismo nombre. 

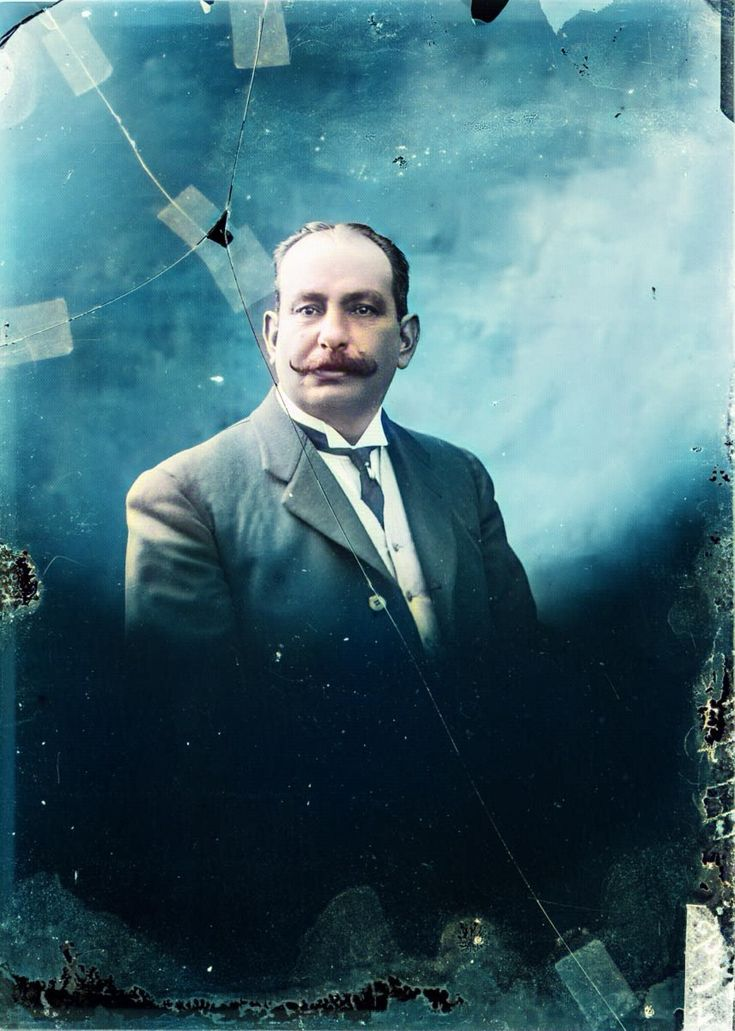
Don Manuel Vinatea: primer alcalde de la provincia de Yungay (1904)

## Geografía
La provincia de Yungay ocupa transversalmente una porción del llamado Callejón de Huailas, de la sierra oriental de Áncash y de la vertiente del Pacífico. Está localizada entre los 444 y 468 km al norte de Lima.
Coordenadas: latitud = 8°31′0″S, longitud = 77°32′0″W
Su capital es la ciudad de Yungay, conocida tradicionalmente como Yungay Hermosura, expresión que recoge el explorador alemán Richard Witt en 1841 y es erróneamente atribuida a Antonio Raimondi.

## División administrativa
Esta provincia se divide en ocho distritos:
1. Yungay
2. Cascapara
3. Mancos
4. Matacoto
5. Quillo
6. Ranrahirca
7. Shupluy
8. Yanama

## Autoridades

### 2023-2026
- Hugo Mallqui Montañez
- Dalí García Durán

### 2019-2022[3]
- Carmen Edith López Asís.

- Cindhay Lenaly Tarazona García.

### Municipales
- 2023-2026
  - Alcalde: José Ántonio Romero Jara
- Regidores:
  1. Gilbert Eologio Vargas Huerta.
  2. Yaneth Fátima Figueroa Montañez.
  3. Bartolomé Román Mallqui Rosales.
  4. Lys Yanett Dionisio Arteaga.
  5. Santos Román Calvo Florentino.
  6. Porfidia Soledad Bailon Huerta.
  7. Pilar Fabiola De La Cruz Moreno.
  8. Walter Emilio Lino Huerta
  9. Nora Erminia Zelaya Andagua.

- 2019-2022[3]
  - Alcalde: Fernando Ciro Casio Consolación
  - Regidores:

  1. Jacinto Gaudencio Mego Cueva.
  2. Juan Cancio Garay Chávez.
  3. Guisela Emilia Alva Salinas.
  4. Pablo Amador Atoc Infantes.
  5. Maximiliano Teodocio Villafana Chávez.
  6. Lourdes Margarita Ángeles Evangelista.
  7. Raúl Sebastián Olivera Baltazar.
  8. Trinidad Nelly Arteaga Ángeles.
  9. Gabriela Marisol Meza Maza

## Atractivos turísticos
La provincia de Yungay cuenta con muchos y variados recursos turísticos, convirtiéndola en destino de miles de visitantes anualmente. Los lugares más visitados son:
- El cementerio de Yungay a un extremo de la ciudad, esta fue sepultada por un alud subsiguiente al seísmo, domingo 31 de mayo de 1970.
- El Cristo de Yungay, erigido en 1966 sobre el espectacular cementerio de Yungay, este diseñado y construido entre 1890 y 1900 por el arquitecto suizo Arnoldo Ruska.
- La Cueva del Guitarrero, cuna de la horticultura y agricultura de América, cuya antigüedad data de 10 600 a. C.
- El bicorne monte nevado Huascarán (6768 m s. n. m.) —el pico más alto— y los montes nevados que lo circundan tales como Huandoy, Pishqo (Pisco), Shapraraju (Chacraraju), Pirámide, Yanapakcha, Pucajirca, Chopicalqui y Contrayerbas. Algunos de estos picos comparte con la provincia de Mariscal Luzuriaga.
- Las lagunas de Llanganuco (Chinan qocha y Orqon qocha).
- La laguna 69, en la quebrada Demanda.
- El morro Pan de Azúcar, lugar de la batalla entre la expedición chilena de Bulnes y el ejército de la Confederación Perú- Boliviana.
- Los restos arqueológicos de Queushu[4] en Huarca.
- Los yacimientos arqueológicos de Pueblo Viejo-Huarca
- Mirador natural del caserío de Atma

## Festividades
- 2 de enero: Fiesta del Niño Jesús en Punyan
- 2 de febrero:	Fiesta de la Virgen de la Candelaria en Yanama y Arhuay
- 11 de febrero: Fiesta de la Virgen de Lourdes en Huanchuy
- 3.ª semana de abril (jueves y viernes): Semana Santa en todos los distritos
- 26 de abril: Fiesta de Santo Toribio de Chuchin
- 10 de mayo: Fiesta del Señor Crucificado en Rayán, Cochapampa y Masra
- 30 de mayo: Fiesta de Señor de Mayo de Shuyup en Rayán
- 24 de junio: Fiesta de San Juan Bautista en Matacoto, Shacsha y Chalhuá
- 29 de junio: Fiesta de San Pedro y San Pablo en Tumpa, Musho y Cunya
- 15 de julio: Fiesta de San Felipe de Huamas
- 16 de julio: Fiesta de Virgen del Carmen de Runtu
- 26 de julio: Fiesta de San Cristóbal en Shupluy
- 1 de agosto: Fiesta del Señor de los Milagros en Anchin
- 4 de agosto: Aniversario de la fundación española de la villa de Yungay y Fiesta de Santo Domingo de Guzmán.
- 16 de agosto : Fiesta de San Roque en Mancos, Coracollo y Huarascucho
- 19 de agosto: Fiesta de San Jacinto en Tingua
- 23 de agosto: Fiesta de San Bartolomé en Shillcop
- 30 de agosto: Fiesta de Santa Rosa en Yanama, Musho, Yungay
- 8 de septiembre: Fiesta de la Virgen María en Huarca
- 14 de septiembre: fiesta del Virgen del Rosario de Atma
- 16 de septiembre: Fiesta de Santo Toribio de Mogrovejo en Cascapara y Chuchín
- 21 de septiembre: Fiesta del Señor de los Milagros en Ranrahirca
- 24 de septiembre: Fiesta de la Virgen de las Mercedes en Yungay, Chuquibamba, Pacarisca y Pumaranra
- 7 y 8 de octubre: Fiesta de la Virgen del Rosario en Yungay, Aira, Ongo, Atma, Pampac y Huaypan
- 14 de octubre: Fiesta del Señor de la Soledad en Utcush y Huayapón
- 23 de octubre	Fiesta de la Virgen del Rosario en Mazac
- 27 de octubre: Fiesta de San Lorenzo en Yanamito
- 28 de octubre: Aniversario de la provincia de Yungay
- 29 de octubre: Fiesta de Santa Teresita en Chalhua
- 15 de noviembre: Fiesta de Santa Lucía de Cajapampa
- 25 de noviembre: Fiesta de la Virgen del Rosario en Quillo.
- 21 de diciembre: Fiesta de la Virgen del Perpetuo Socorro en Caya, Señor de la Soledad de Huashao y Chilca